# Battaglia di Ponza (1552)
La battaglia di Ponza (1552) è stata una battaglia navale che si svolse nelle vicinanze dell'isola di Ponza e venne combattuta tra la flotta franco-ottomana di Turgut Reis e la flotta della Repubblica di Genova guidata da Andrea Doria. I genovesi vennero sconfitti e persero sette galee che vennero catturate. Come esito della battaglia, gli ottomani ebbero la vita facilitata nelle loro razzie lungo le coste della Sicilia e della Sardegna nei successivi tre anni.

## Le due flotte
La flotta ottomana era costituita da 100 galee, inviate nel Mediterraneo Occidentale quando Enrico II entrò in conflitto con Carlo V nella Guerra italiana del 1551-1559. La flotta era accompagnata da tre galee francesi con l'ambasciatore Gabriel de Luetz, che seguì gli ottomani, da Costantinopoli, nei loro raid contro le coste della Calabria conquistando la città di Reggio Calabria.
La flotta genovese era costituita da 40 galee sotto il comando di Andrea Doria. Venti galee della flotta genovese appartenevano personalmente al Doria, sei ad Antonio Doria e due ai Grimaldi di Monaco.

## Battaglia
La battaglia avvenne il 5 agosto 1552 tra l'isola di Ponza e Terracina sulla costa italiana. Gli ottomani catturarono sette galee genovesi piene di soldati.

## Conseguenza
Dopo la battaglia, la flotta franco-ottomana entrò a Maiorca il 13 agosto 1552. Gli Ottomani resistettero alle pressioni francesi di inviare la loro flotta più a ovest, forse per ragioni personali del comandante o a causa della continuazione della guerra con la Persia. La vittoria diede agli ottomani migliore facilità di attaccare la Sicilia, la Sardegna e le coste dell'Italia per i successivi tre anni. Dopo la battaglia, la flotta ottomana svernò a Chio, dove fu raggiunta dalla flotta francese del Barone de La Guard, pronta per le principali operazioni navali dell'anno successivo, compresa l'invasione della Corsica nel 1553. Doria fece un ultimo tentativo per contrastare Reis alla battaglia di Djerba nel 1560 ma venne sconfitto e Reis continuò le sue razzie nelle nazioni cristiane fino alla sua morte cinque anni dopo.

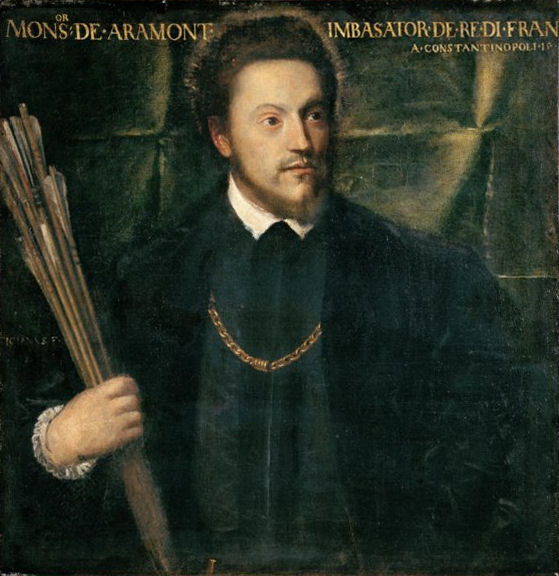
Gabriel de Luetz accompagna la flotta di Turgut Reis con 3 galee nella battaglia di Ponza.